# Saison 1955 de la NFL
Navigation
Édition précédente Édition suivante
La saison 1955 de la NFL est la 36e saison de la National Football League. Elle voit le sacre des Browns de Cleveland.

## Classement général
| Conférence Est         |      |      |      |        |          |            |
| Franchise              | Vic. | Déf. | Nuls | % vic. | Pts pour | Pts contre |
| Browns de Cleveland    | 9    | 2    | 1    | .818   | 349      | 218        |
| Redskins de Washington | 8    | 4    | 0    | .667   | 246      | 222        |
| Giants de New York     | 6    | 5    | 1    | .545   | 267      | 223        |
| Cardinals de Chicago   | 4    | 7    | 1    | .364   | 224      | 252        |
| Eagles de Philadelphie | 4    | 7    | 1    | .364   | 248      | 231        |
| Steelers de Pittsburgh | 4    | 8    | 0    | .333   | 195      | 285        |

| Conférence Ouest       |      |      |      |        |          |            |
| Franchise              | Vic. | Déf. | Nuls | % vic. | Pts pour | Pts contre |
| Rams de Los Angeles    | 8    | 3    | 1    | .727   | 260      | 231        |
| Bears de Chicago       | 8    | 4    | 0    | .667   | 294      | 251        |
| Packers de Green Bay   | 6    | 6    | 0    | .500   | 258      | 276        |
| Colts de Baltimore     | 5    | 6    | 1    | .455   | 214      | 239        |
| 49ers de San Francisco | 4    | 8    | 0    | .333   | 216      | 298        |
| Lions de Détroit       | 3    | 9    | 0    | .250   | 230      | 275        |

## Finale NFL
- 26 décembre 1955, à Los Angeles devant 85 693 spectateurs, Browns de Cleveland 38 - Rams de Los Angeles 14